# Universitätsarchiv Göttingen
Das Universitätsarchiv Göttingen ist eine Einrichtung der Georg-August-Universität Göttingen und organisatorisch in die Staats- und Universitätsbibliothek Göttingen (SUB) eingebunden.  Das Archiv hat seinen Sitz im Historischen Gebäude der Universitätsbibliothek am Papendiek.

## Geschichte und Aufgaben
Als Altregistratur der Universitätsverwaltung besteht das Archiv seit 1772, als historisches Universitätsarchiv seit 1925. Der erste Universitätsarchivar war Götz von Selle, der als Honorarprofessor das Archiv bis 1956 nebenamtlich leitete. Anschließend versah der Rechtshistoriker Wilhelm Ebel bis 1980 die Position des Universitätsarchivars. Erst 1986 wurde die Archivleitung mit Ulrich Hunger hauptamtlich besetzt. Seit 2018 ist Holger Berwinkel (* 1975) Archivleiter.
Das Archiv betreut die historischen Akten der Universitätsverwaltungen, die Bestände des Kuratoriums, des Prorektorats/Rektorats und der Fakultäten seit Gründung der Universität. 
Zu den laufenden Projekten des Archivs zählen (Stand August 2025) die Digitalisierung der Kopialbücher der Universität Göttingen und die Erschließung der Akten der Forstlichen Fakultät und Forsthochschule Hannoversch Münden.